# لیپسیک (اوهایو)
لیپسیک (به انگلیسی: Leipsic) یک روستا در ایالات متحده آمریکا است که در شهرستان پاتنم، اوهایو واقع شده‌است. لیپسیک ۹٫۴۸ کیلومتر مربع مساحت و ۲٬۰۹۳ نفر جمعیت دارد و ۲۳۳ متر بالاتر از سطح دریا واقع شده‌است.